# Bioscopen in Amsterdam

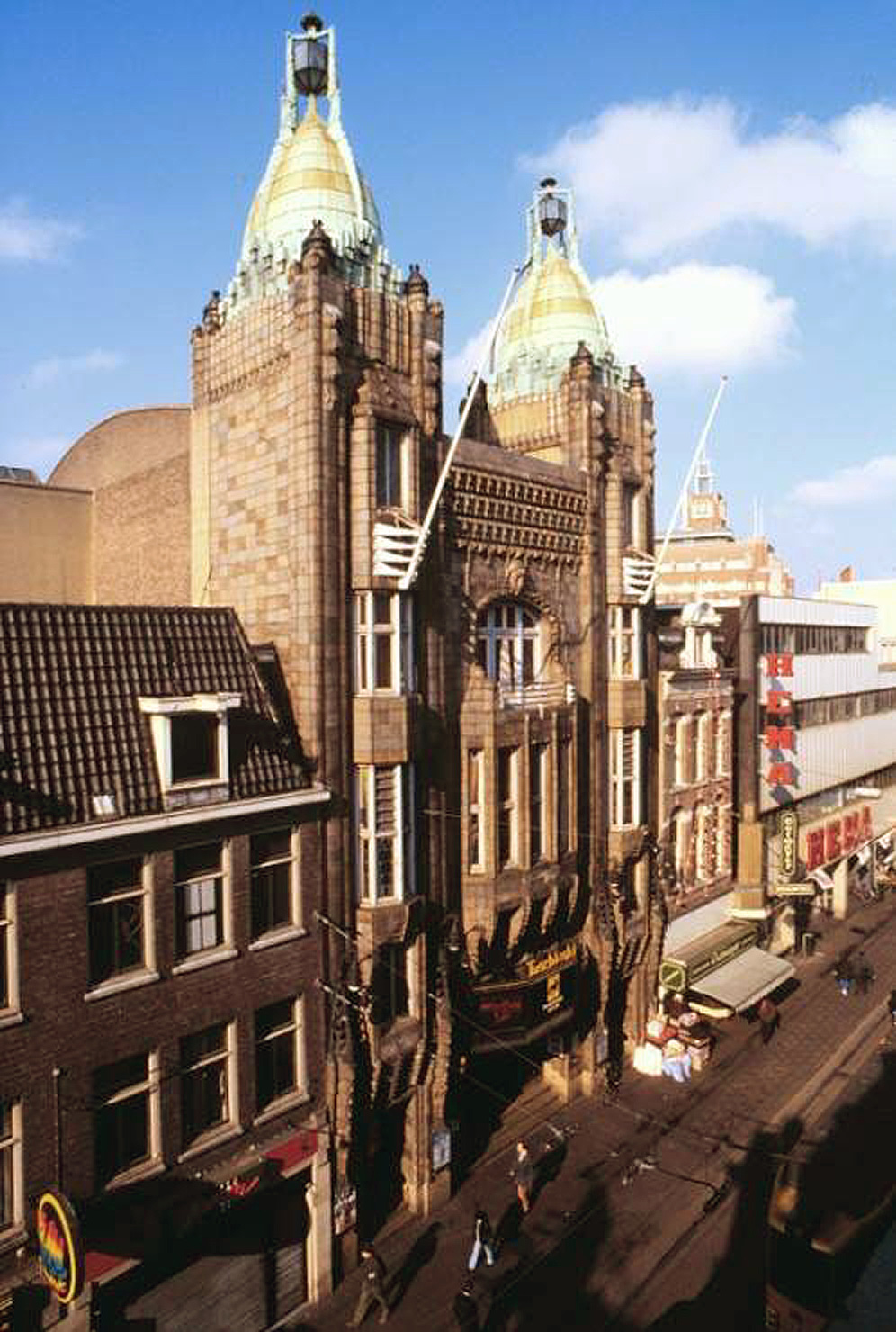
Theater Tuschinski in de Reguliersbreestraat in Amsterdam

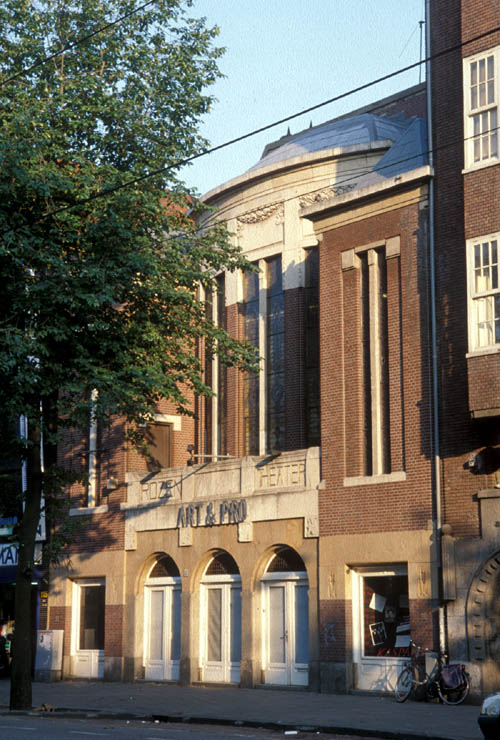
Rozentheater op de Rozengracht in Amsterdam in 2005

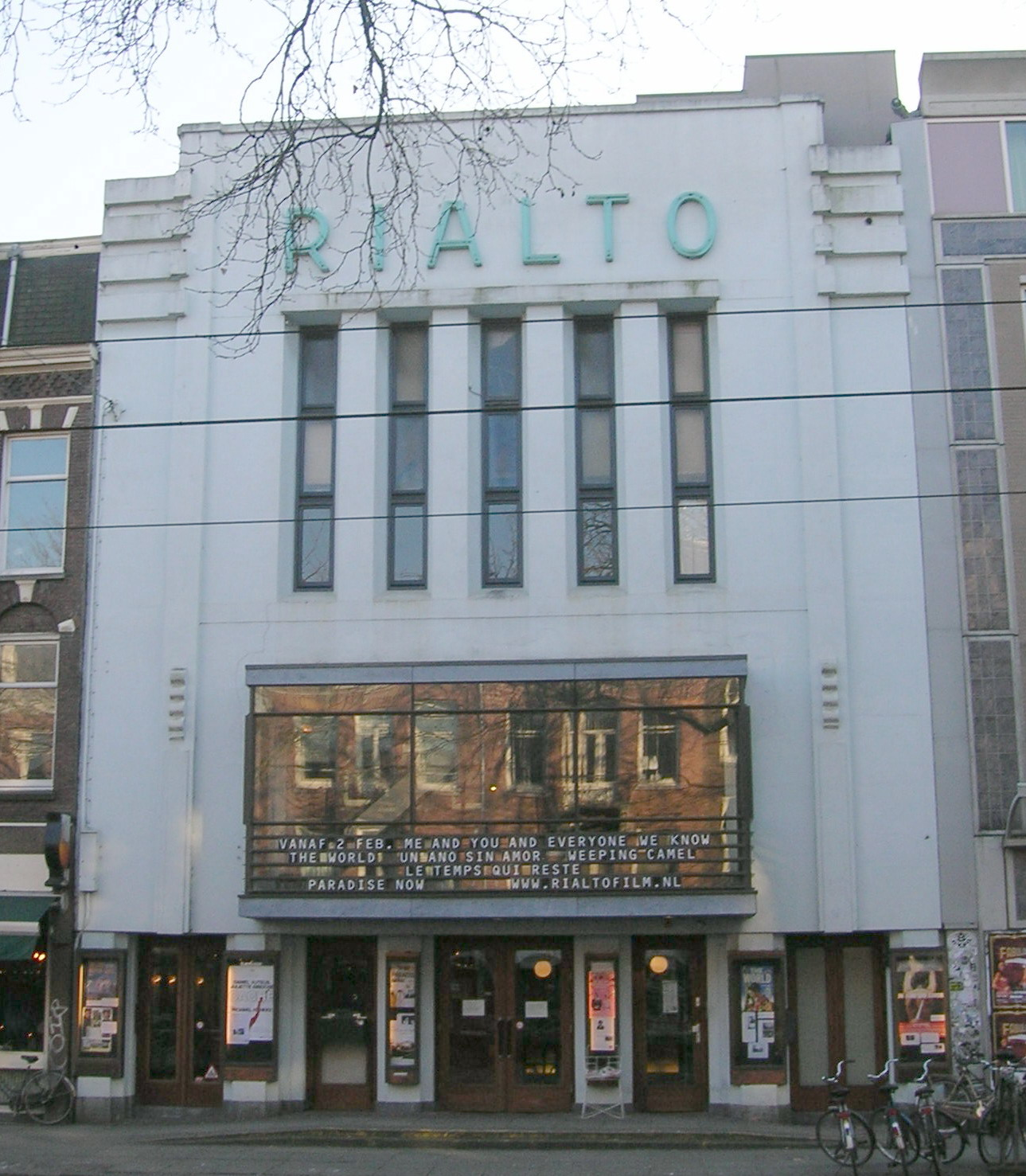
Filmhuis Rialto in De Pijp in Amsterdam-Zuid

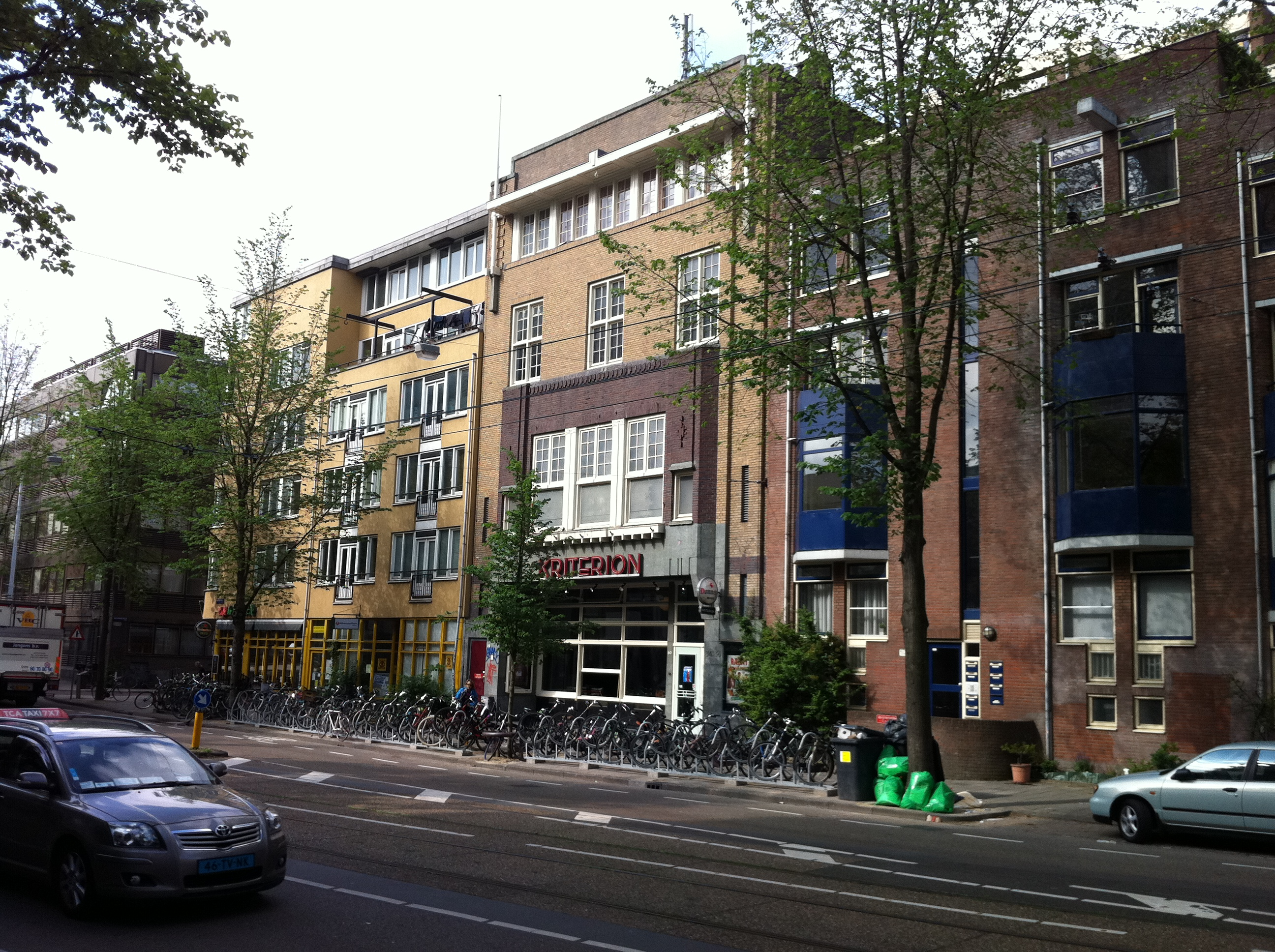
Filmtheater Kriterion aan de Roetersstraat

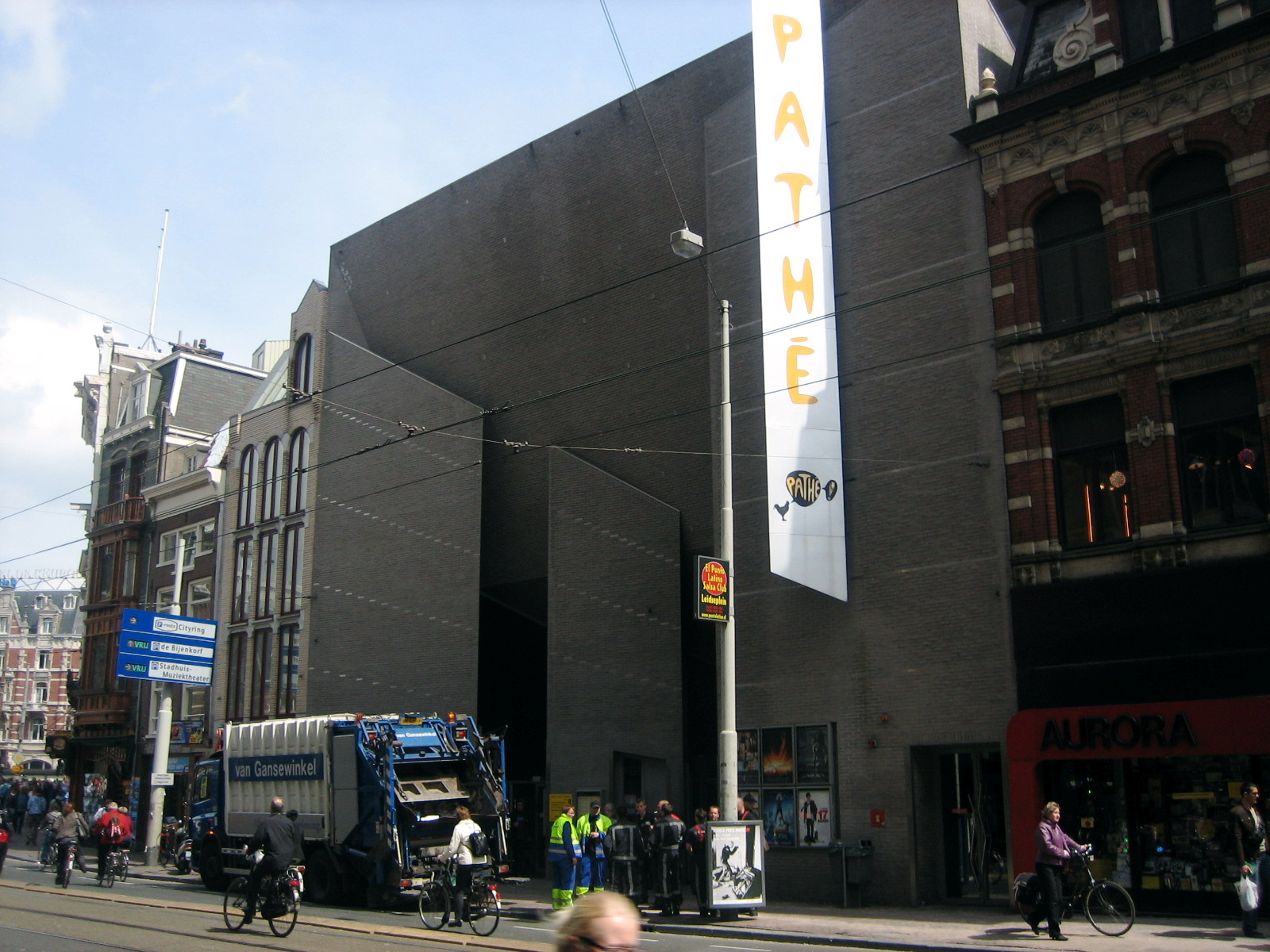
Pathé de Munt aan de Vijzelstraat, met kenmerkende bakstenen gevel

## Huidige bioscopen
Bijna alle bioscopen in Amsterdam, afgezien van de seksbioscopen, vallen in een van de volgende twee categorieën:
- vijf Pathé bioscopen:
  - Pathé Arena aan de Arena Boulevard 600 (Amsterdam Zuidoost), 14 zalen (2000)
  - Pathé City op het Kleine-Gartmanplantsoen, 7 zalen (1935)
  - Pathé de Munt in de Vijzelstraat 15, 13 zalen (2000)
  - Pathé Tuschinski in de Reguliersbreestraat, 6 zalen (1921)
  - Pathé Amsterdam Noord, Buikslotermeerplein 2003, 12 zalen, 2500 stoelen, overgenomen door Pathé vlak voor de opening in 2019
- filmtheaters van het samenwerkingsverband Cineville:
  - Cinema De Balie, op de Weteringschans, 3 zalen (1982)
  - Filmhuis Cavia, Van Hallstraat (1982)
  - Cinecenter, Lijnbaansgracht 236 (1979)
  - Eye Film Instituut (Filmmuseum), sinds 2012 in een nieuw gebouw in Overhoeks, Amsterdam-Noord, 4 zalen.
  - Filmhallen, aan de passage in De Hallen, 9 zalen (september 2014)
  - Het Ketelhuis, Westergasfabriek, 3 zalen (1999)
  - Kriterion, in de Roetersstraat, 3 zalen (1945)
  - Cinema Lab111, het voormalige Smart Project Spce, Arie Biemondstraat 111, 2 zalen (2014)
  - De Melkweg Cinema, Lijnbaansgracht 234 (2000)
  - The Movies, 4 zalen, op de Haarlemmerdijk 161-163, voorheen Hollandia Theater, begonnen als Bioscoop Tavenu (1912)
  - Filmtheater Rialto, op de Ceintuurbaan (1920)
  - Studio/K, Timorplein 62 (2008)
  - Filmtheater De Uitkijk, aan de Prinsengracht, voorheen City Bioscope (1912)
  - FC Hyena

Andere bioscopen:
- OT301 (voormalige filmacademie), Overtoom 301
- This is Holland, panoramavliegsimulator

## Geschiedenis
Voorloper was een geïmproviseerde filmzaal in een leeg winkelpand in de Kalverstraat 220 waar op 12 maart 1896 de eerste filmvertoning in Nederland plaatsvond, waar de films van de Gebroeders Lumière, Méliès en Biograph te zien waren. Carré vertoonde in die tijd na afloop van de reguliere voorstellingen ook wel levende beelden. Daarop volgde met korte films Flora in de Amstelstraat in 1903, de Bijou Biograph in de Damstraat in 1906 en Bioscope-Theatre (Nöggerath) in de Reguliersbreestraat in 1907 (beschouwd als de eerste reguliere bioscoop). Pathé begon in 1907 korte films te vertonen in het Grand Theatre in de Amstelstraat, in de schouwburgzaal van het Paleis voor Volksvlijt en het Rembrandt Theater.
In 1916 waren al 24 bioscopen in Amsterdam met voorstellingen begonnen. In januari 2011 zijn er 17 locaties met ca. 55 zalen waar films worden vertoond.
Cinema Parisien, werd in 1910 geopend op de Nieuwendijk 69 door filmpionier Jean Desmet en was in die straat het eerste cinematheater.

## Voormalige bioscopen
- The Bijou-Biograph-Theatre, Damstraat 20, ook: Damstraat Bioscoop en New York (1906-1924)
- Nöggerath, Reguliersbreestraat 34 (1907-1983), nu onderdeel van Pathé Tuschinski
- Café Bioscoop Blaauw, Rembrandtsplein 8 (1909-1915)
- Cinema Parisien, Nieuwendijk 69 (1910-1987), gesloopt
- Opera Bioscoop, in Bellevuecomplex, Leidsekade 90 (1910-1913)
- Apollo Theater, Haarlemmerdijk 82 (1911-1964)
- Theater Pathé, Kalverstraat 122 (1911-1925)
- Olympia, Dapperstraat 84 (1911-1922)
- Union Theater, Heiligeweg 34-36 (1911-1930)
- Americain Bioscoop, Daniël Stalpertstraat 67 (1911-1913)
- Rembrandt Bioscope, Jodenbreestraat 23 (1911-1927)
- Witte Bioscoop, Capitol, later Cineac, Damrak 64 (1911-1983)
- Van Lennep Bioscoop, Kinkerstraat 309-311 (1911-1914)
- Familie Bioscoop, Nieuwendijk 11 (1911-1916)
- Edison, Elandsgracht 92 (1911-1962)
- Groot Bioscoop Theater, Nieuwendijk 128-132, daarna Kosmorama, later Luxor Theater en Blue Movie, (1911-1975)
- Plaza, Cinema de la Monnaie, werd Cinema de Munt, Kalverstraat 226 (1912-1972)
- Juliana, Nieuwendijk 29, werd Thalia (1912-1922)
- Bioscoopzaaltje, Goudsbloemstraat 52-54 (1912-1914)
- Bioscoopzaaltje, Goudsbloemstraat 86 (1912-1912)
- Bioscoopzaaltje, Tuinstraat 144-146 (1912)
- Bioscoopzaaltje, St Elisabeth Patronaat, Eerste Marnixplantsoen, jaar onbekend
- Edison, Haarlemmerstraat 12A (1912-1913)
- Concordia, Victoria Rapenburg 16B (1912-1915)
- Odeon, Coehoornstraat 6 (1912-1914)
- Prinsen Theater, later Nova Theater, Prinsengracht 245A (1912-1960)
- Scala, Rex, later Parisien, Haarlemmerstraat 39 (1912-1989)
- Cinema Palace, later Roxy, Kalverstraat 224 (1912-1927)
- Beurs Bioscoop, De Vereeniging, Warmoesstraat 139 (1912-1913)
- Odeon, Singel 460 (1912-1916)
- Cinema Centraal, Nieuwendijk 67 (1912-1987) gesloopt
- Haarlemmerpoort, ook Thalia, Haarlemmerplein 33 (1912-1915)
- Tip Top Theater, Jodenbreestraat 25-27 (1912-1942)
- Tavenu, Haarlemmerdijk 161 (1912-1914)
- Plantage, later Hollandia Bioscoop, Nieuwe Herengracht 117 (1912-1960)
- Olympia Paleis, Overtoom 135-137 (1913-1914)
- Goudsbloem, 2e Goudsbloemdwarsstraat (1913-1914)
- Dam Bioscoop, Damstraat 23 (1913-1914)
- Ons Genoegen, Wester Bioscoop, De Roode Bioscoop, Haarlemmerplein 7 (1913-1918)
- Asta Theater, Rozen Theater en Capitol, op de Rozengracht 117 (1913-1971)
- Nassaubioscoop, ook Centrum en Thalia, Lijnbaansgracht 31-32 (1913-1933)
- Rubens Bioscoop, Waterlooplein 80-82 (1913-1918)
- Oostersche Bioscoop, Weesperstraat 60-62 (1913-1914)
- Ceintuur Bioscoop, Ceintuurbaan 280 (1913-1921)
- Van Swinden Theater, Eerste Van Swindenstraat 74-76 (1936-1965)
- Thalia, Nieuwendijk 29 (1918-1922)
- Passage Bioscoop, Nieuwendijk 186 (1919-1959)
- R.K. Schoolbioscoop, Willibrordusstraat 19 (1919-1925)
- Rembrandt Theater, Rembrandtsplein 19 (1919-1943)
- Victoria, Nieuwendijk 192 (1920-1922)
- Ceintuur Theater, Ceintuurbaan 282-284 (1921-1976)
- Cinema Royal, Nieuwendijk 154 (1922-1976), gesloopt
- Keur Bioscoop, Warmoesstraat 139 (1922-1923)
- Victoria, Sloterkade 162 (1934-1976), gesloopt
- National Bioscoop, Linnaeusstraat 20 (1922-1965)
- Corso, was Pathé Theater, Kalverstraat 122 (1925-1979)
- Roxy Theater, Kalverstraat 224, (1927-1983), was eerst Cinema Palace
- Olympia, Bellamystraat 49 (1928-1965)
- Capitol, Damrak 64 (1929 tot 1937), daarna Cineac
- Cineac, Damrak 64 (1937-1983)
- Astoria Theater, Mosplein 18 (1929-1966)
- Ooster Theater, later in 1936 Bio Theater, Middenweg 18-24 (1930-1975)
- Huize De Liefde, later Cinema Room, Da Costakade 74 (1932 tot 1974)
- Alhambra, Weteringschans 134 (1933 tot 1997), na sloop appartementencomplex
- West-End, ook Ambassade, Jan Evertsenstraat 18B (1933-1970)
- Odeon Theater, ook Archipel, Zeeburgerstraat 6 (1934-1968)
- Cineac, Reguliersbreestraat 31 (1934-1996)
- Hallen Theater, Jan van Galenstraat 41 (1936-1974)
- Bioscoop Thalia , Cultura, Cinétol, Tolstraat 160 (1942-1979)
- Theater Desmet, was Rika Hopper Theater, Plantage Middenlaan 4A (1946-2000)
- Zonnehuis, Zonneplein 30, gebouwd in 1932 (1949-1975)
- Flora, Amstelstraat 20-28 (1953-1980)
- Du Midi, Apollolaan 2 (1954-1982)
- Calypso, Marnixstraat 402 (1955-2005), op deze locatie is nu het de La Mar Theater
- Leidseplein Theater, Leidseplein 12 (1958-1984), was dependance van De Uitkijk
- Cinema West, sinds 1975 Cinema International, August Allebéplein 4 (1961-1999)
- Cinerama Bellevue, Marnixstraat 400 (1965-2005)
- Rembrandtsplein Theater, Rembrandtsplein 11-15 (1966-1986)
- Saskia later Climax Cinema, Rembrandtsplein 19 (1973-1984), pornobioscoop
- Arthouse Alfa, Kleine-Gartmanplantsoen 4 (Hirschpassage) (1979-1998)
- Holland Experience 3D Movie Theater, Jodenbreestraat 8-14 (1998-2006)
- Smart Cinema, Eerste Constantijn Huygensstraat 20 (2001-2003), voorheen Jan Swammerdam Instituut (gesloopt in 2004)
- Tropentheater, Linnaeusstraat (3 zalen), jaar onbekend
- Smart Inloopbioscoop, Arie Biemondstraat 105-111 (1994-?) (nu Lab111)
- Zienema Oktopus, Keizersgracht 138 (1972 -1980)
- Amsterdams Filmhuis, Kleine Gartmanplantsoen in de kapel van de voormalige gevangenis 1981

## Filmdistributeurs in Amsterdam
Het voormalige Tuschinskiconcern omvatte, behalve het Tuschinski Theater, ook Cinema Royal, Alhambra, Corso Theater, het Roxy Theater en de Passage Bioscoop.
Het katholieke bioscoopconcern van de gebroeders Anton, Ben en Wim van Royen beheerden in Amsterdam zo in de jaren vijftig de theaters Luxor, Plaza, Victoria, West-End, Hallen Theater, Edison, Ceintuur, Apollo, Bio en Capitol. Al eerder had de vader van het drietal in 1911 De Witte Bioscoop aan het Damrak geopend. Iedere week stond een nieuwe film op het programma en om zo voordelig mogelijk te werken werden de films van het ene naar het andere theater getransporteerd. Buiten de grote Amerikaanse filmverhuurders, werden ook rolprenten van de kleinere filmverhuurkantoren afgenomen, hierbij waren Centra Film uit Dordrecht, Lumina Film, Actueel Film, Meteor Film, Express Film en Victoria Film. De filmverhuur kwam op grote schaal op gang. Vanaf dat moment konden vertoners relatief goedkoop nieuwe films of filmprogramma’s huren en werd het financieel rendabel om een bioscoop te exploiteren. Binnen een paar jaar zouden de bioscopen het vertoningscircuit beheersen en werden traditionele vertoners – reisbioscoop- en variété-exploitanten – naar de marges van de filmindustrie verwezen.
De eerste verhuurder in Nederland was waarschijnlijk FAN Film, het bedrijf van Anton Nöggerath sr. en zijn zoon en opvolger Anton Nöggerath jr. Nöggerath sr. was al vertegenwoordiger in Noordwest-Europa voor de Britse firma The Warwick Trading Company en handelde daarnaast in films van Pathé Frères. Zo voorzag hij Alberts Frères in 1906 van nieuwe films nadat de volledige collectie door brand was vernietigd tijdens een reis door België. In 1910 volgde Jean Desmet het voorbeeld van Nöggerath en verruilde zijn reisbioscoop voor een verhuurkantoor. Aanvankelijk handelde Desmet in volledige filmprogramma's die hij tweedehands op Duitse filmbeurzen kocht. Deze verhuurde hij integraal aan vele, pas opgerichte bioscopen. Eind 1911 begon hij met de verhuur van losse films.
De derde belangrijke distributeur uit deze beginjaren was de Kinematograaf Pathé Frères, het Nederlandse filiaal van Pathé Frères.
Gezamenlijk voorzagen deze drie distributeurs de Nederlandse bioscopen van films en waren daarmee medeverantwoordelijk voor de explosieve toename van Nederlandse bioscopen in de periode 1910-1912.

## Nieuwe bestemmingen voor oude bioscopen
Een bloemlezing van de nieuwe bestemmingen van de verdwenen bioscopen: Astoria op het Mosplein (Amsterdam-Noord) werd een supermarkt. Het Hallen Theater aan de Jan van Galenstraat werd een vestiging van Kwantum. Er zijn ook voorbeelden van bioscopen die werden omgebouwd tot disco, West-End of Ambassade aan de Jan Evertsenstraat, en Flora in de Amstelstraat. Cinétol in de Tolstraat werd een openbare bibliotheek en Alfa aan het Kleine-Gartmanplantsoen werd een bank. Olympia in de Bellamystraat: in deze bioscoop was al gevestigd de moskee El Tawheed, een Turks Cultureel Centrum en nu is er het Amsterdam Dance Centre. Roxy in de Kalverstraat werd een disco. Passage aan de Nieuwendijk werd gesloopt en op die plaats is nu een schoenenzaak. Cinema Royal, ook aan de Nieuwendijk, veranderde na de sloop in een Marktvleeshal. Op de plaats van het Victoria Theater aan de Sloterkade verrezen na de sloop nieuwbouwwoningen. Ceintuur aan de gelijknamige Ceintuurbaan werd een keukencentrum. Cineac in de Reguliersbreestraat werd een Planet Hollywood restaurant en later een gokhal en Aziatisch Restaurant. Edison aan de Elandsgracht werd een tapijtwinkel (gesloopt in 2014). Het Leidsepleintheater werd eerst disco Bios, en is inmiddels vaste stek van Boom Chicago. Cineac Damrak werd een gokautomatenhal. Bio aan de Middenweg transformeerde in een modezaak, en National aan de Linnaeusstraat een witgoedzaak. Odeon in de Zeeburgerstraat werd Houtsma Keukencentrum. Op de plaats van het Nova Theater aan de Prinsengracht staan na sloop nu nieuwbouwwoningen. Du Midi werd een opslagplaats voor de Apollohal. Het Capitol Theater op de Rozengracht werd de zetel van Art & Pro. Het Van Swinden Theater in de Van Swindenstraat veranderde in een textiel discounter. Nöggerath in de Reguliersbreestraat veranderde op de begane grond in een bloemenhal, genaamd Bloementheater, en is nu onderdeel van het Tuschinski-complex. Rex in de Haarlemmerstraat werd gesloopt. Het Alhambra Theater aan de Weteringschans werd vervangen door een appartementencomplex. De twee theaters op de Nieuwendijk: Centraal en Parisien hebben plaats moeten maken voor een uitbreiding van het Victoria Hotel. De locatie van de Smart Cinema in de Eerste Constantijn Huygensstraat werd gesloopt.

## Trivia
De film Die Dreigroschenoper (1931) is in Nederland beroemd geworden door de jaarlijkse vertoningen in het Filmtheater De Uitkijk in Amsterdam. Ook de film De Roverssymphonie werd daar ieder jaar opnieuw uitgebracht.
Succesfilms die voor 1940 in de Amsterdamse bioscopen waren te zien waren vaak geproduceerd door Alex Benno. Hij was ook eigenaar/directeur van het filmverhuurkantoor Actueel Film, waar een aantal van de door hem geproduceerde films werden uitgebracht. In 1934 nam hij het initiatief voor geluidsversies van oude successtukken zoals Op hoop van zegen, Bleeke Bet en De Jantjes; bij deze films was hij regisseur of scenarioschrijver. De film Op Hoop van Zegen en de Duitse succesfilm Die Dreigroschenoper werden tot ongeveer 1960 nog regelmatig verhuurd door Actueel Film. Actueel Film zou na 1952 vooral Oost-Europese films in omloop brengen, waaronder de Russische films Othello (1956) en De eenenveertigste (1956).
Een apart bedrijf was het filmdecoratielier van Jan Luhlf die zijn werkplaats eerst in de Westerstraat 128 had en later opereerde vanaf de Lindengracht 29-39, waar zijn metershoge filmdecors iedere week voor een groot aantal Amsterdamse bioscopen werden geschilderd en met grote vrachtauto's naar de theaters werden getransporteerd om daar aan de gevels te worden opgehangen. Op de Lindengracht organiseerde Jan Luhlf (1911-1988) ooit een straatfeest met draaiorgel ter ere van het 50-jarig bestaan van zijn bioscoopreclameschildersbedrijf. “Ik vind het fijn om een keer wat voor de buurt terug te doen”, zegt hij. “De mensen klagen nooit als wij weer eens op straat een geveldoek van een film aan het maken zijn.” Jan rolde op 12-jarige leeftijd de zaak van zijn vader in. “Vroeger begonnen we op donderdagochtend bij Tuschinski, deden we ’s middags de Roxy en was op vrijdag de Corso aan de beurt.
Op 5 juli 1917 werden tijdens het Aardappeloproer slachtoffers de bioscoop op de Haarlemmerdijk binnen gedragen. De directie liet, om geen paniek bij het publiek te verwekken, de film doordraaien.
Israël Querido schreef in 1924: "Op woensdag- en zaterdagmiddag zitten in de groote volksbuurten in de Jordaan en de Haarlemmerstraat de volksbioscopen vol proletariërskinderen. Komt ge in deze volksbioscoopjes op de vrije schoolmiddagen, dan slaat u een walm tegemoet; een bende gierende, lachende of huilende en krijtende kinderen is daar een ganschen middag voor een dubbeltje of twaalf centen opgeborgen." Een oudere buurtbewoonster vertelt wat zij zich herinnert: "In de bioscoop zaten vrouwen aardappelen te schillen of boontjes af te halen, terwijl de kinderen pinda's zaten te pellen."
Bij filmvoorstellingen voor de jeugd zo in de jaren dertig werden de toegangskaartjes met een afmeting van ca. 5 bij 10 centimeter op een dusdanige wijze gevouwen met een klein gaatje in het midden, dit papiertje werd aan de mond gezet en hard aangeblazen, daarop ontstond een schril geluid dat oorverdovend klonk als enige tientallen kinderen op dat geïmproviseerde fluitje gingen blazen.
In 1971 werd het bioscooptheater Hollandia aan de Haarlemmerdijk verkocht aan Pieter Goedings. Hij wilde de cinema aanvankelijk van naam laten veranderen in “Piccadilly”, maar koos uiteindelijk voor de naam The Movies. Hij veranderde het programma van actiefilms naar kwalitatief betere films. Het fraaie art-deco-interieur bleef echter behouden waardoor het de bijnaam kreeg van “Klein Tuschinski”.
Een favoriete gebeurtenis in de jaren vijftig van de 20e eeuw vond plaats op zondagmiddag: film. Als men bij de Zuiderspeeltuin in de Zeeheldenbuurt aankwam, stond er meestal een hele rij kinderen aan de zijingang op het Barentszplein in Amsterdam te wachten tot het kleine hek openging. Na de entreeprijs betaald te hebben van 20 cent, zocht men snel een plekje in de zaal. Soms waren er zo veel kinderen dat zelfs op het toneel stoelen en banken werden gezet om iedereen een plaatsje te geven. De films waren oude zwart-witfilms, zoals de Dikke en de Dunne, Tarzan, Charlie Chaplin, Rin Tin Tin en vooral cowboyfilms van het idool Roy Rogers, wiens naam als Rooie Rogers werd uitgesproken.
Buurtbioscopen in de Kinkerbuurt: Ouders stuurden hun kinderen op vrije middagen naar een voorstelling voor kinderen. Voor huize De Liefde (1932-1970) op de Da Costakade kregen ze 12½ cent mee en voor de Edison Bioscoop (1912-1962) op de Elandsgracht een dubbeltje. Vroeger was er ook al een Van Lennep bioscoop geweest van 1911 tot 1914 in de Kinkerstraat 309-11, waar nu de Hema gevestigd is. Er werden toen ook al kindermatinees gegeven, voornamelijk van cowboy films, voor een stuiver entree. Ook op de Overtoom 135 was een dergelijke bioscoop die niet lang bestaan heeft. Als de film Texas Rangers met een achtervolging besloot werd de zaal bijkans afgebroken. De grootste traktaties waren wel de hilarische komedies van de Denen Wat en half Wat, Harold Lloyd, of Charlie Chaplin in Modern Times. De Dikke en de Dunne, Stan Laurel en Oliver Hardy, waren in de buurttheaters alleen in korte films te zien. Voor hun speelfilms: Fra Diavolo, Swiss Miss en Een stad op stelten moest men bij de grotere bioscopen in de binnenstad zijn.
Zienma Oktopus was het toon aangevend filmhuis van de jaren 70. Het was gevestigd in Cultureel jongeren centrum Oktopus. Maakte deel uit van het Vrije Circuit, waar filmhuizen en alternatieve vertoners van heel Nederland vertegenwoordigd waren. Veel thema festivals zoals Godard festival, Japanse film, Poolse filmmand, Johan van der Keuken retrospectief,Eisenstein versus Vertov etc, etc.
In 1980 doorgegaan als Amsterdams Filmhuis, in de kapel van de gevangenis aan het Kleine Gartmanplantsoen.In 1982 als stichting Amsterdams Filmhuis doorgegaan in Rialto.